# دبلوماسية اللقاح
يشير مصطلح دبلوماسية اللقاح إلى استخدام اللقاح كوسيلة لتعزيز وتقوية الروابط الإقليمية وتعزيز قوة البلدان ومكانتها العالمية، وتطوير العلاقات الثنائية بينها. وهو مصطلح جديد ظهر وانتشار حديثاً بظهور جائحة كوفيد 19. وأصبحت دبلوماسية اللقاح شكلا من أشكال القوة الناعمة التي تمكن الدول من تحقيق مصالح سياسية واقتصادية واستراتيجية.

## تاريخ
ظهر مصطلح دبلوماسية الصحة بعد ظهور جائحة كورونا (كوفيد - 19)، حيث أصبحت الصحة العالمية ساحة جديدة للمنافسة بين القوى العالمية، فأظهر وباء كوفيد 19 غياب التعاون والانقسام وعدم الثقة في العلاقات الدولية. ويؤكد ذلك تصريح رئيس منظمة الصحة العالمية تيدروس أدهانوم بأن هناك فشلاً أخلاقياً كارثيًا بسبب سياسات لقاح كوفيد غير المتكافئة. واتضح أن تعقيدات الصحة العالمية تحتاج إلى استجابة عالمية حقيقية تقود إلى شراكة اكثر تكافؤاً من أجل الصحة للجميع. كما أن بعض البلدان والشركات تستمر في إعطاء الأولية للصفقات الثنائية، والتغلب على مبادرة اللقاح، ورفع أسعار ومحاولة القفز إلى مقدمة قائمة الانتظار للحصول على اللقاح. وكان العالم على دراية بنتائج بعض تجارب اللقاح المضاد لكوفيد 19 مع تزايد الضغوط السياسية بهدف تسريع اجتياز اللقاحات المرشحة لمرحلة الاختبار وتجهيزها للتوزيع السريع. وكانت قد أشارت المعطيات العلمية الفعالية العالية في المرحلة الثالثة من التجارب لبعض لقاحات لفيروس كورونا، طورتها شركة Pfizer وشركة Moderna الأمريكتين، وBioNTech الألمانية و Oxford-AstraZeneca البريطانية.

## اللقاحات والدبلوماسية الدولية
تم استخدام اللقاحات كادوات للتأثير والنفوذ من قبل البلدان الكبيرة والحاصلة على اللقاح مثل الهند الصين والولايات المتحدة وروسيا.